# Aksakowa-Nunatakker
Die Aksakowa-Nunatakker (russisch Аксакова нунатаки Aksakowa nunataki) sind eine Gruppe von Nunatakkern im ostantarktischen Coatsland. Sie ragen in der Shackleton Range auf.
Russische Wissenschaftler nahmen ihre Benennung vor. Der weitere Benennungshintergrund ist nicht überliefert.